# Karl Hjortnæs
Karl Lauritsen Hjortnæs, född 19 april 1934 i Hjørring, är en dansk socialdemokratisk politiker och f.d. minister. Han var folketingsledamot 1971-1973, 1975-1987 och 1988-1994.
Karl Hjortnæs är son till den socialdemokratiska politikern Niels Christian Lauritsen Hjortnæs (1900–1964), folketingsledamot 1953-1964, och Inger Schmidt-Nielsen (1900-1993). Han tog studentexamen från Hjørring gymnasium 1953 och studerade sedan medicin vid Århus universitet (1953-1959). Han engagerade sig samtidigt i det socialdemokratiska studentförbundet Frit Forum, vars ordförande han var 1955-1957. Vid samma tid arbetade han även som lärare för Arbejdernes Oplysningsforbund (1955-1959). Han genomförde därefter sin värnplikt och blev lärare vid det danska försvarets civilundervisning (1962-1969) och bytte samtidigt studieinriktning till juridik. Han tog kandidatexamen 1968 och blev anställd som rehabiliteringskonsult inom socialförvaltningen i Aarhus (1968-1973) och från 1974 som chef för överklagningsnämnden i socialstyrelsen.
Hjortnæs var folketingsledamot 1971-1973, 1975-1987 och 1988-1994. Under 1970-talet tillhörde han den politiska grupperingen ”Kaffeklubben” inom Socialdemokratiet, tillsammans med bl.a. Svend Auken, Ritt Bjerregaard och Inge Fischer Møller. Han var också en framträdande motståndare av Danmarks inträde i EG, i synnerhet som ordförande av Socialdemokrater mod EF (1971-1972). Han var september-december 1973 Danmarks justitieminister, men efter ett stort valnederlag för Socialdemokratiet samma år avgick regeringen. Han förlorade dessutom sitt mandat i Folketinget i detta val, men blev återvald 1975. Han blev då ordförande för Folketingets skatteutskott (1975-1976 och 1977-1979). Han var även vice ordförande för den socialdemokratiska folketingsgruppen från 1979 samt politisk ordförande. Han var sedan skatteminister 1979-1981 och fiskeriminister 1981-1982.
Efter att han lämnade politiken har Hjortnæs arbetat som lärare på Roskildes folkhögskola (1994-2001) och varit styrelseledamot i HMK Holding A/S (1994-2007). Han har även skrivit böckerna 20 år efter - et spil om magt (1992) och Socialdemokrater under pres (2006).